# Regina-Elisabeth Jäck

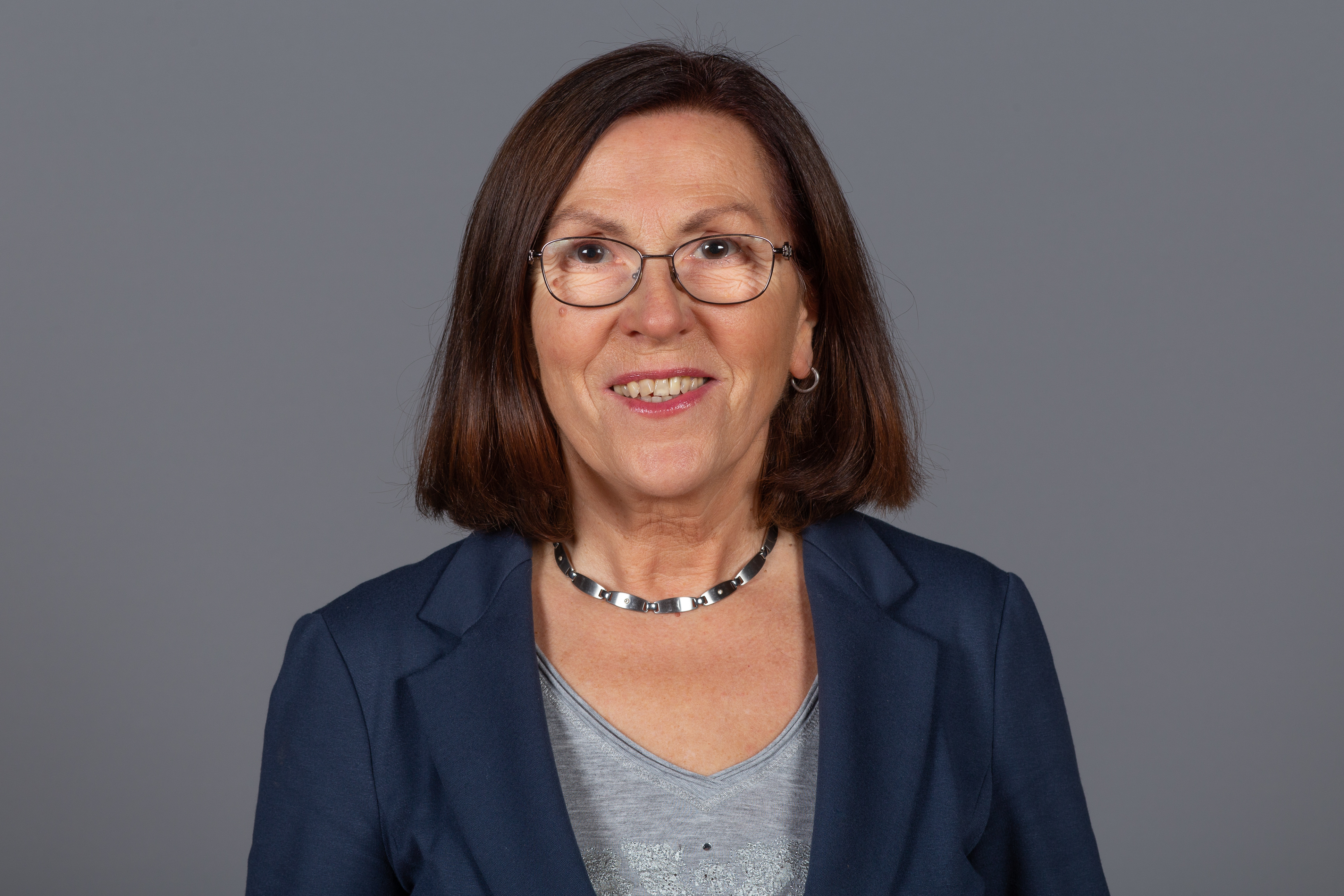
Regina-Elisabeth Jäck 2018

Regina-Elisabeth Jäck (*  30. September 1956 in Stettin) ist eine deutsche Landespolitikerin (SPD) und Mitglied der Hamburgischen Bürgerschaft seit 2011.

## Biografie
Regina-Elisabeth Jäck studierte nach dem Abitur 1976 Sozialpädagogik mit dem Abschluss Diplom. Anschließend war sie im sozialen Bereich tätig, ab 1994 als Leiterin einer Seniorenwohnanlage.

## Politik
Jäck gehört seit 1993 der SPD an. Von 2001 bis 2011 gehörte sie der Bezirksvertretung von Wandsbek an. Sie rückte 2011 für den ausgeschiedenen Abgeordneten Thomas Ritzenhoff in die Bürgerschaft nach. Bei den Bürgerschaftswahlen 2015 und 2020 zog sie über ein Direktmandat im Wahlkreis Bramfeld – Farmsen-Berne in die Bürgerschaft ein.